# بخش سن-ژیرون
بخش سن-ژیرون (به فرانسوی: Arrondissement de Saint-Girons) یک بخش در فرانسه است که در آرییژ واقع شده‌است.